# Casco PASGT

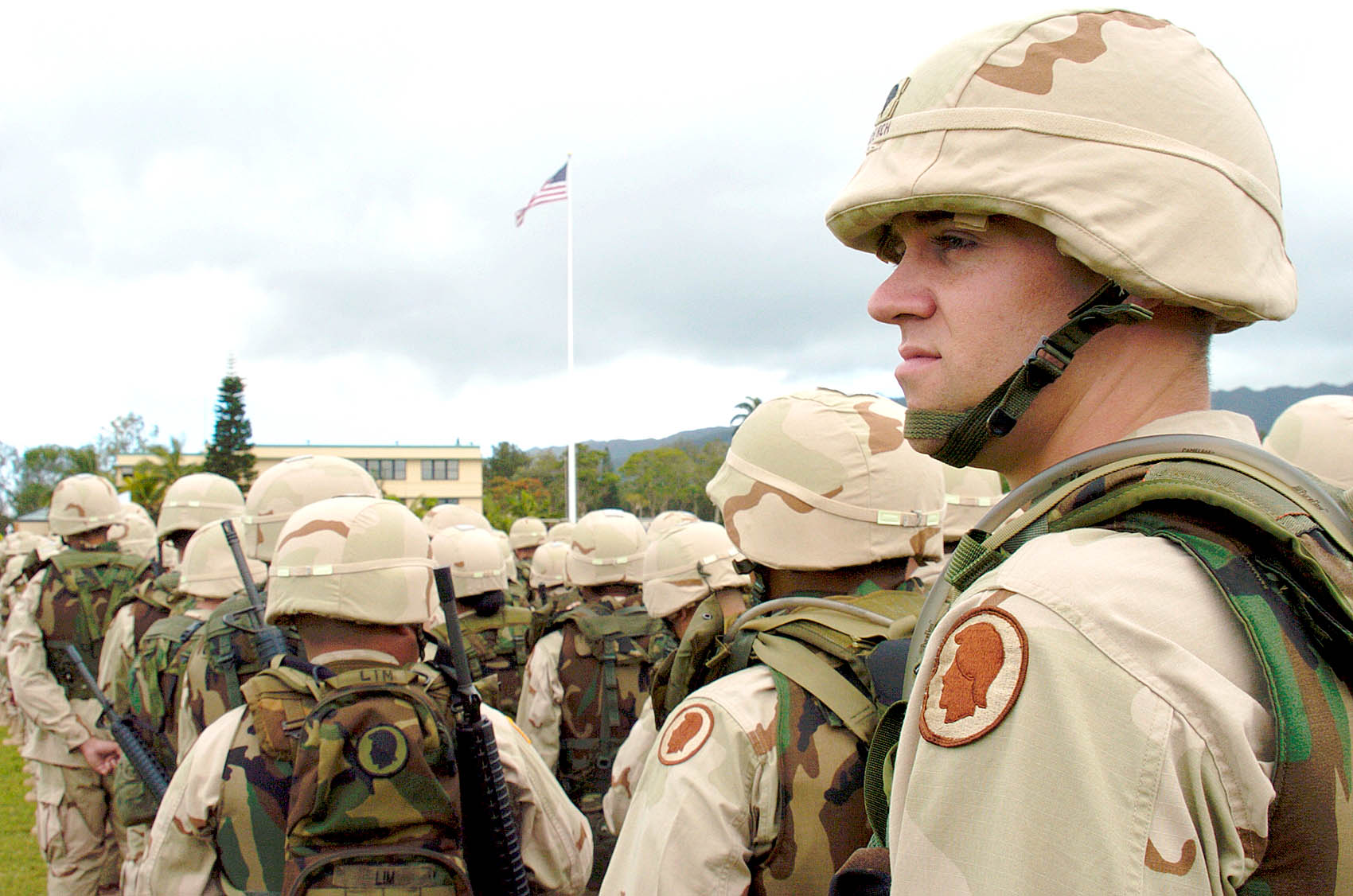
Soldados del Ejército de los Estados Unidos portando el casco PASGT en marzo de 2004, en una ceremonia de despedida antes de partir hacia la Guerra de Afganistán.

El PASGT (Personnel Armor System for Ground Troops- Sistema de Blindaje Personal para Tropas de Tierra) es un casco de combate fabricado en Kevlar que se introdujo en el Ejército de los Estados Unidos a comienzos de la década de 1980 sustituyendo al casco M1. También ha sido ampliamente utilizado por el Cuerpo de Marines de los Estados Unidos.
La primera vez que se usó en combate fue durante la Invasión de Granada en 1983.
A mediados de la década de 2000 el Ejército de los Estados Unidos sustituyó sus cascos PASGT por el casco MICH, que tiene una forma similar al PASGT, pero sin visera y con un tamaño más reducido. Por su parte, el Cuerpo de Marines de los Estados Unidos ha sustituido el PASGT por el Casco LWH.
Frecuentemente se ha llamado al PASGT como "casco Fritz", por su parecido con el Stahlhelm introducido por el Ejército Imperial Alemán en 1916. También entre los militares de Estados Unidos se ha llamado al PASGT con frecuencia como "K-pot" (olla de Kevlar), por similitud con el "steel pot" (olla de acero) con el que definían al casco M1.